# هنري دوفور
هنري دوفور (بالفرنسية: Guillaume Henri Dufour )‏ (و. 1787 – 1875 م) هو رسام الخرائط، ومهندس مدني، ومهندس، وسياسي، وعسكري، ومخطط حضري سويسري، ولد في كونستانس، توفي في جنيف، عن عمر يناهز 88 عاماً.

## مناصب
تولى منصب عضو مجلس الولايات السويسري.

## التعليم
تعلم في المدرسة المتعددة التكنولوجية.

## الخدمة العسكرية
خدم في القوات البرية الفرنسية.

## جوائز
حصل على جوائز منها:
- وسام جوقة الشرف من رتبة ضابط أكبر.

## روابط خارجية
- هنري دوفور على موقع الموسوعة البريطانية (الإنجليزية)